# 黎巴嫩內戰
黎巴嫩内战（阿拉伯语：الحرب الأهلية اللبنانية）是一場發生於1975年至1990年的内战，內戰期間总共导致了12萬人丧生，黎巴嫩国内至今仍有7.6萬人因这场内战流离失所，还有100万人因这场内战逃离至国外。
在内战之前黎巴嫩是一个多元化的国家，在地中海沿岸逊尼派占多数，在黎巴嫩南部什叶派占主导地位，而黎巴嫩政府则由马龙派基督徒占主导。
在1920年至1943年法属叙利亚托管地时期，各党派和教派之间的联系得到加强。但是，在黎巴嫩有大量的穆斯林人口以及许多泛阿拉伯主义分子和左翼派别，这些人反对亲西方政府。以色列的建国以及大约十万名巴勒斯坦难民涌入黎巴嫩使得黎巴嫩国内的政治平衡被打破，穆斯林群体的力量得到加强，冷战对黎巴嫩产生了巨大的分裂性影响。
在1958年黎巴嫩政治危机期间，各派的力量进一步对立。马龙派基督教势力站在西方国家阵营，而泛阿拉伯团体及左翼阵营站在与苏联结盟的阿拉伯国家阵营。
巴解组织在黑色九月事件之后被约旦驱逐到黎巴嫩，使得巴勒斯坦难民群体开始军事化。这引发了黎巴嫩各政治派别之间的军备竞赛，并且为黎巴嫩长期陷入地区冲突创造了条件。马龙派基督教团体和巴勒斯坦武装派别在1975年爆发武装冲突，之后左翼团体、泛阿拉伯团体和穆斯林团体与巴勒斯坦人结盟。
在冲突中各联盟之间频繁且突然地转变着，到战争结束时，几乎每个党派都已经相互结盟并最终互相背叛过一次。此外外国势力，例如叙利亚和以色列在内战爆发后加入了进来并且与不同派别并肩作战。维和部队，例如多国驻黎部队和联合国驻黎巴嫩临时部队也都曾在黎巴嫩驻扎过。
1976年经阿拉伯联盟的调解，有过短暂的停火，但内战又迅速再次展开；战火集中在黎巴嫩南部，那里自1969年起由巴解控制，后来南部由以色列占领，北部由叙利亚控制。1980年代前景越发灰暗，贝鲁特的大部份地方在以色列入侵并驱逐巴解武装人员时被破坏了。战争更演变成民族和宗教的屠杀。1983年贝鲁特发生自杀式汽车炸弹袭击，299名美国国旗和法国的维和部队士兵被炸死。
1989年塔伊夫协議的制定标志着黎巴嫩内战开始进入尾声。但此时以色列仍然占据黎巴嫩南部，扶植南黎巴嫩军，将该地区作为一个防范反以色列武装袭击的缓冲区。以色列军终在2000年撤离，南黎巴嫩军随即瓦解。直至2005年黎巴嫩反对派和有力的外交干涉（美、法、联合国）连手以逼走叙利亚，叙利亚那时候才从黎国撤军。
1989年1月一个由阿盟指派的委员会开始着实制定结束冲突的方案。1991年3月黎巴嫩议会通过了一项大赦法案，赦免了法案通过之前黎巴嫩国内所有的政治犯。1991年5月除了黎巴嫩真主党以外的各民兵武装都被解散，黎巴嫩政府军开始重建为一支黎巴嫩国内唯一的不属于任何党派的武装力量。但黎巴嫩内战结束之后，黎国内逊尼派和什叶派之间的关系依旧紧张。

## 背景

### 殖民地统治时期
1840年埃及军队从黎巴嫩撤退后，英、法两国为争夺黎巴嫩的市场，不断挑起基督教马龙派与德鲁兹教派之间的斗争。奥斯曼帝国乘机于1842年重占黎巴嫩，并将黎巴嫩分为两个省，北部由亲法的马龙派封建主管辖，南部则归亲英的德鲁兹派封建主统治。1860年，黎巴嫩发生马龙派教徒与德鲁兹教派信徒之间的大仇杀，法国出兵干涉。此后黎巴嫩成为得到国际承认和保证的自治区，由奥斯曼帝国政府任命并经法、英、俄等国同意的一个信奉基督教的行政长官统治。
1918年，奥斯曼帝国对黎巴嫩以及叙利亚的统治被终结。这段时间对黎巴嫩来说是段艰难的时期。世界上大部分国家被卷入了第一次世界大战，而黎巴嫩人正在遭受着持续将近4年的饥荒。
在一战之后，黎巴嫩与叙利亚被划归为法国委任统治，并成立了法属叙利亚托管地。法属叙利亚托管地分为六个州，分别是大马士革、阿勒颇、阿拉维、德鲁兹山、哈塔伊和大黎巴嫩（即独立国家黎巴嫩的前身）。法国人将黎巴嫩建立成一个对马龙派基督教很有利，但也包含着大量穆斯林的地区。1926年5月，黎巴嫩宣告成为共和国，颁布了宪法，但仍保留法国的委任统治权。但在1932年，宪法因为一场动荡被暂停实施：黎巴嫩国内有些人要求与叙利亚合并，而大部分则希望脱离法国人的统治。1934年，黎巴嫩进行了第一次，也是迄今为止唯一一次的人口普查。
1936年，皮埃尔·杰马耶勒（Pierre Gemayel）建立了基督教马龙派团体“黎巴嫩长枪党”。

### 独立初期
1941年11月，法国宣布结束委任统治，黎巴嫩获得形式上的独立。英、法军队在1941年侵入黎巴嫩，以对付维琪政权的军队。直到1946年12月31日才全部撤出。
1943年黎巴嫩独立，并成立了第一届议会，选出了总统，宣告黎巴嫩正式独立。当年各教派之间曾签署《民族宪章》，按照当时各教派人口比例分配权力，规定总统由基督教马龙派教徒担任，总理由逊尼派穆斯林担任，议长由什叶派穆斯林担任，议会席位按照三大派别的人口比率分配。但马龙派基督教徒获得了在全国范围内以及经济上的巨大影响力。
在1948年第一次中东战争期间，大量的巴勒斯坦难民逃离家园抵达黎巴嫩。在之后的黎巴嫩内战中巴勒斯坦人将扮演一个重要的角色。而与此同时，以色列的成立使得该地区的政治环境发生根本性的转变，而黎巴嫩从中也发现了自己的地位。

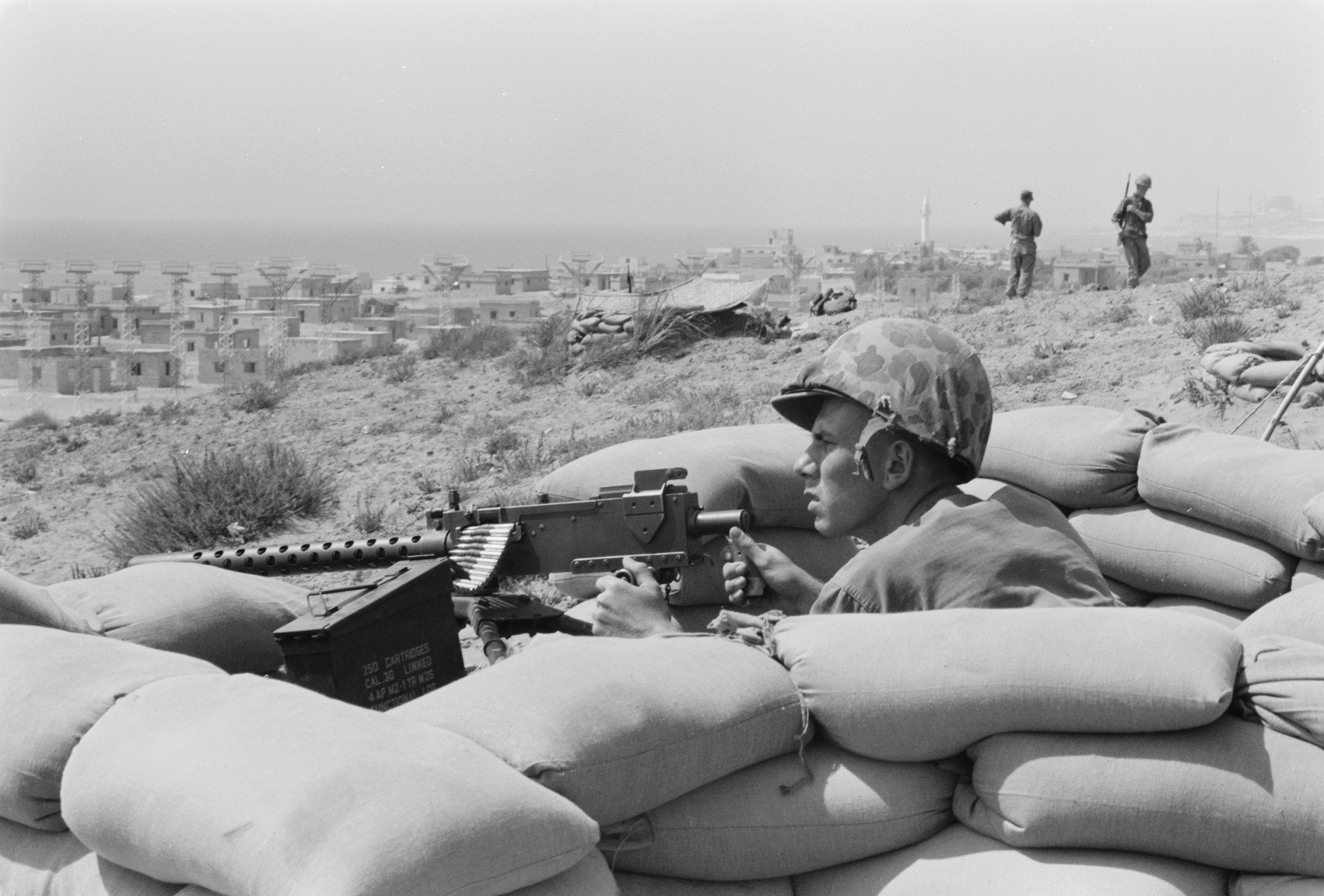
1958年，在贝鲁特郊外，美国海军陆战队驻守在掩体中

1958年，黎巴嫩发生政治动乱，险些酿成马龙派基督教徒与穆斯林之间的内战。时任黎巴嫩总统卡密拉·夏蒙试图打破有传统政治家族在黎巴嫩的政治统治地位。这些家族通过维持与当地社群的互惠互利的管理来维护自身在黎巴嫩政治选举中的巨大影响力，但这种现象阻止了那些受到良好教育的政治阶层进入议会。尽管夏蒙在1957年成功资助一些新的政治候选人角逐选举，使得传统的政治家族失去的一些席位，但这些家族之后开始发动了一场针对夏蒙总统的斗争，这场斗争被称作“帕夏之战”。但是，像以往一样，由于黎巴嫩相对开放的媒体以及政治环境，地区紧张局势被政治大佬们当做是煽动叛乱的借口。
在之前几年，由于走中立路线的夏蒙总统在苏伊士运河危机中没有与攻击埃及的西方国家断绝外交关系而激怒了埃及总统纳赛尔，黎巴嫩与埃及的关系在1956年更加紧张。虽然夏蒙总统通常被人们认为是亲西方的总统，他还是和苏联签订了多项贸易合同。但是纳赛尔还是抨击夏蒙总统，一位他被怀疑支持由美国领导的巴格达条约组织。纳赛尔认为巴格达条约组织对阿拉伯民族主义构成了威胁。尽管地区局势不稳，但黎巴嫩只拥有一支只能起形式作用的小规模军队，无法维护黎巴嫩的主权完整。这也导致了巴勒斯坦解放组织在今后的几年能够很轻易的进入黎巴嫩并建立基地，并且能在1968年在黎以边境占领多个政府军兵营。卡内基国际和平基金会中东中心高级研究员耶西德·赛义格（Yezid Sayigh）发现的文件显示在早期的冲突中政府军除了丢失了一些兵营，也占领了一些巴解组织的据点，但政府军损失了很多士兵。而在此之前，由于意识到在外国军队面前黎巴嫩很脆弱，夏蒙总统希望签订一些地区条约以保证国家不被外国军队入侵。
但是此时的黎巴嫩总理、逊尼派人士拉希德·卡拉米在1956年和1958年支持纳赛尔的主张。黎巴嫩的穆斯林团体要求黎巴嫩加入新成立的阿拉伯联合共和国，一个新成立的有叙利亚和埃及合并成的国家，但是黎巴嫩的大部分群众，尤其是马龙派基督教徒希望黎巴嫩维持为一个独立国家并拥有一个独立的议会。夏蒙总统害怕他的政府倒台，因此要求美国介入。此时美国正深深地卷入在冷战之中。夏蒙总统呼吁美国给与援助，宣称共产党势力正在席卷该国。但此时夏蒙总统不仅引起了前政坛大佬的反叛，也使得埃及和叙利亚有机会在黎巴嫩内部冲突中扶植自己的代理人。之后，由乔治·哈巴什领导的阿拉伯民族运动（之后该组织演变为解放巴勒斯坦人民阵线，并成为巴勒斯坦解放组织的一部分）在纳赛尔的资助下在黎巴嫩境内发展。阿拉伯民族运动是一个地下武装组织，在纳赛尔的资助下于50年代涉嫌密谋推翻约旦的君主制以及伊拉克政府，法塔赫的创始成员，其中包括阿拉法特也来到了黎巴嫩。他们将暴乱作为一种手段，试图引发一场针对以色列的战争。根据耶西德·赛义格的文章，在黎巴嫩第二大城市的黎波里，他们指挥武装分子与政府军及安全部队作战。
在那个时期，夏蒙总统无法说服马龙派的军队指挥官福阿德·谢哈布调集他的部队镇压穆斯林示威者，因为福阿德·谢哈布害怕如果卷入卷入国内政治活动，他手上的这支规模又小战斗力又弱的多教派军队变得四分五裂。之后长枪党的民兵成为了总统的得力助手，将横亘在全国主要城市的路障一一清除。通过行动，长枪党推翻了拉希德·卡拉米的内阁，并确保该党领导人皮埃尔·杰马耶勒在今后黎巴嫩成立的四人委员会拥有一个位置。
但是根据耶西德·赛义格及其他学术研究，据估计长枪党的成员只有数千人。其他非学术性的来源倾向与夸大长枪党成员的规模。人们应该记住这一点，那就是穆斯林群体的暴乱遭到了很多不希望黎巴嫩卷入地区事务的黎巴嫩人的反对，很多黎巴嫩年轻人帮助长枪党镇压穆斯林的暴乱，尤其是很多示威者如同那些被阿拉伯民族运动以及法塔赫的创始人乃至先前被击败的政治大佬雇佣的代理人一般。

### 国内的紧张局势
在1960年代，黎巴嫩国内相对平稳，但很快就发生了变化。原本在1960年代，巴勒斯坦武装组织主要在约旦活动，但是法塔赫和其他巴勒斯坦组织试图發動推翻約旦國王的政變，即黑色九月事件。然而最終他们被约旦国王侯赛因·本·塔拉勒驱逐出约旦，巴勒斯坦武装组织於是來到黎巴嫩。当他们来到黎巴嫩之后，他们建立了一个国中之国。这种行为并不受到黎巴嫩政府的欢迎，并且冲击了黎巴嫩国内脆弱的政治环境。
黎巴嫩国内的逊尼派穆斯林希望和巴勒斯坦人团结一致，但逊尼派是希望通过与巴勒斯坦人的合作改变黎巴嫩的政治格局，即将黎巴嫩国内各派别相对平衡的政治格局变为逊尼派占主导地位的政治格局。黎巴嫩民族运动中的某些团体希望在黎巴嫩国内建立一个更为世俗和民主的政治环境，但随着伊斯兰主义团体在巴解组织加入之后日趋强大，黎巴嫩国内的面向进步的政治议程在1976年1月停滞了。伊斯兰主义者不支持黎巴嫩拥有一个世俗的社会环境，希望通过伊斯兰教法来统治该国。耶西德·赛义格记录了这些事件，尤其是法塔赫及的黎波里的伊斯兰组织“塔瓦迪运动”在改变政治进程中扮演的角色，这一进程有黎巴嫩国内多个派别推崇，其中也包括了黎巴嫩共产党。这个松散的联盟通常被认为是左翼的，但这一伊斯兰主义联盟推崇的很多理念包含着非常保守的宗教思想，完全无法包容其他的主义和理念。此外，他们仅仅因为推翻已经建立的政治格局这一短期目标而走到一起，对于短期的相互妥协每个团体都有不满的地方。
这股政治力量使得巴解组织（此时法塔赫的成员占整个巴解组织成员数的80%，并且法塔赫的游击队几乎掌控了整个巴解组织机构）能够将贝鲁特西部变成巴解组织的根据地。在70年代早期，巴解组织已经占领了赛达和提尔市的中心地带，这使得巴解组织在南黎巴嫩拥有很大的一块地盘，这使得当地土生土长的什叶派饱受巴解组织的困扰。他们不得不被迫到贝鲁特谋生。巴解组织通过来自利比亚和阿尔及利亚的所谓志愿者的协助达成了这一成果。这些志愿者通过巴解组织控制的港口来到黎巴嫩。巴解组织还得到了一些逊尼派黎巴嫩组织的帮助，这些组织接受巴解组织的训练，并且巴解组织还武装了他们，并鼓励他们宣布自己是分离组织。但是在Rex Brynen关于巴解组织的著作中，这些民兵武装对于法塔赫来说不过是起到一些装饰作用，这些武装团体没有接受政治教育，对于巴解组织来所也没有什么关键作用，而个别人仅仅存在于法塔赫的工资单上。
1975年2月赛达市渔民的抗议活动可以被看做是引起敌对冲突大爆发的序幕。这次袭击有一个很特定的因素：前总统夏蒙（同时也是，马龙派主导的自由国民党的领导人）意图垄断黎巴嫩沿海地区的捕鱼业。渔民遭受的不公正待遇激起了很多黎巴嫩人的同情，同时使得黎巴嫩人对政府的不满以及对政府以及经济上的垄断现象的反感。针对渔业公司的抗议活动很快便演变成了由黎巴嫩左翼势力及其盟友巴解组织支持下的针对政府的一次政治行动。黎巴嫩政府试图平息抗议活动，据报道一名狙击手射杀了赛达市的一名著名人士，前赛达市市长马罗菲·赛德（Maarouf Saad）
许多非学术性的消息都宣称一名政府军狙击手射杀了马罗菲·赛德，但是没有证据证明，但是似乎射杀了马罗菲·赛德的凶手打算将起初小规模且平和的抗议活动演变成更加大规模的抗议示威。狙击手在抗议示威活动结束人群正在散去时射杀了他，法利德·哈津援引赛达市当地学院以及目击者的资料，对那天发生的扑朔迷离的事件进行了整理并撰写了纲要。根据当地学院的记载，哈津还发现了其他令人感兴趣的事实。这其中包括赛德并没有与有南斯拉夫政府组建的渔业公司有过争执。事实上，驻黎巴嫩的南斯拉夫代表以及与渔民联合会协商是渔民能够入股该公司。该公司向渔民提供现代化的捕鱼设备，并买进渔民的渔获，并给予渔民年度补贴。当时正作为渔民联合会代表的赛德（而不是通常人们认为的时任赛达市市长）还将提供公司旗下的一块土地。据推断赛德正试图缩小渔民与渔业公司之间的差距，而他的所作所为使得他成为那些密谋使小规模示威愈演愈烈的人的目标。赛达市的形势再也无法被控制。在1975年政府开始失去了对局势的控制。

## 黎巴嫩内战中的政党和民兵组织

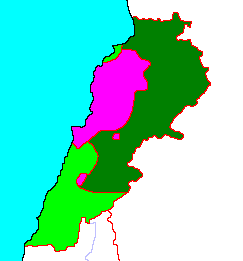
1976年的黎巴嫩實質上被三個不同勢力劃分：深綠色是敘利亞的勢力範圍，紫色是基督徒民兵，淺綠色是巴解武裝

宪法賦予了基督徒控制政府的權力，但在1960年代，却惹起愈来愈多的穆斯林和世俗派的左翼分子不满；在1969年黎巴嫩国民运动也卷入了进来。黎巴嫩国民运动提出新的人口普查（上一次在1932年），以反映国内人口分布的真实情况，然后根据数据计划一个新的政府架构。它被视为对基督教势力的一种致命的威胁（尤其是马龙派）。虽然联盟的组合比马龙派首领和许多观察者说的「伊斯兰教对基督教」更为复杂得多。

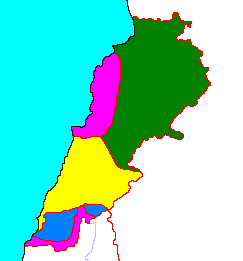
1983年的形勢：深綠色是敘利亞的勢力範圍，紫色是基督徒民兵，黃色是以色列，藍色由聯合國維和部隊控制

由于双方都无法解决他们的利益冲突，各方便开始组织民团。这些民兵组织本来是用作自卫，但形势进一步恶化的时候，他们已经与军队无异。中央政府的权力被迅速破坏，他们维持秩序的能力亦因为黎巴嫩军队的性质而大大减弱。黎巴嫩军队的人数是中东多支军队中最少的其中一队，而且他们军队内的人口比例是与国内种族的人口比例相同的。当军人转投民团之时，军队就无法再控制那些民团、巴解，或管制外来干预。而且，由于政府，包括那些军官和高官，是由基督徒领导的；穆斯林人口对于政府或军队的信任相当低。黎巴嫩军队的瓦解最终引致穆斯林民兵组织宣布他们不再听命于黎军。
在战争的准备阶段以及初期，各民兵武装试图将自身打造成以政治目标为导向的、非教派性的武装力量，但是由于黎巴嫩社会本身教派矛盾的存在，各民兵武装不可避免的从领导人所来自的社团获得支持。到最终，几乎所有的民兵武装都带有了各自的社团属性。这些黎巴嫩国内的民兵武装可以划分为两个联盟：黎巴嫩阵线和黎巴嫩民族运动。黎巴嫩阵线主要由马龙派组成，反对巴勒斯坦人在黎巴嫩的军事存在。而黎巴嫩民族运动由亲巴勒斯坦的左翼势力组成。黎巴嫩民族运动在1982年以色列入侵黎巴嫩之后解散，其地位由黎巴嫩全国抵抗阵线取代。
在这场内战中几乎所有民兵武装都基本无视人权，并且由于某些战役带有的教派色彩，平民经常遭受攻击。

### 民兵武装的财政来源
随着战争的持续，民兵武装逐步演变成类似黑手党性质的组织，许多民兵的指挥官开始将从事犯罪活动而不是战斗作为主要任务。战争中各派别的财政来源主要由以下某一点或者所有：
外界支援：这其中最显著的就是叙利亚和以色列。其他阿拉伯国家和伊朗也提供了可观的资金。各国家支援的对象经常在变。
当地群众：各民兵武装及其背后的政党相信自己有正当的道德上的理由通过增收税费来包围他们的社区。设立检查站是其中颇为常用的一种收取所谓税费的方法。这些税费在社区居民看来在原则上是合理的。但是很多民兵组织的成员把这些税费名目当做是进行敲诈时的托词。此外许多人并不认同民兵组织有征税的权利，并且把民兵组织所有的敛财方式都看做是黑手党一般的敲诈和盗窃行为。
走私：在内战期间，黎巴嫩变成了全球最大的毒品来源国，许多大麻种植业集中在贝卡谷地。但更为猖獗的是走私活动。黎巴嫩并没有放弃之前作为欧洲与阿拉伯之间商业中间人的地位。内战中的很多战斗是为了争夺黎巴嫩的港口，以夺取通过海路进行走私的通道。

### 民兵武装私设的政区
由于中央政府已经四分五裂，不同的党派和民兵开始在自己的地盘上设立全方位的行政管理机构。这些行政区划被称作“州”（类似瑞士的行政区划命名）。这其中最出名的是长枪党和黎巴嫩政府军控制的“马龙斯坦”。黎巴嫩社会进步党的领土是“黎巴嫩山民政区（Civil Administration of the Mountain）”，通常人们称其为“杰拜尔德鲁兹（Jebel-el-Druze）”。兹加尔塔附近的马龙派区域被称为“北部州”

### 各党派和民兵武装的概览

#### 基督教马龙派的民兵武装

黎巴嫩长枪党的标志

马龙派基督教民兵武装从罗马尼亚、保加利亚、西德、比利时和以色列获取武器，并且在黎巴嫩北部人口众多的马龙派基督教徒中获取支持。在政治上，他们是通常属于右倾势力，并且在所有主要的基督教民兵组织中马龙派都占有主导地位，其他的基督教派别都属于次要角色。
在起初，马龙派民兵武装中实力最强大的是黎巴嫩长枪党下属的武装部队。这支部队一直在其卓越的领导人William Hawi领导之下，直到他在针对Tel el Zaatar难民营发动最后进攻时阵亡。在贝鲁特东部的巴勒斯坦难民营被攻陷后，在巴希尔·杰马耶勒领导下这支部队与几支规模较小的民兵团体合并，并组建成一支职业化军队“黎巴嫩力量”。在以色列的帮助下，黎巴嫩力量将自身打造为一个马龙派的坚固阵营，并且很快从一只缺乏组织、装备落后的武装转变成了一支令人望而生畏的武装部队，并且拥有自己的装甲部队、炮兵、突击队、一支小规模的海军以及一个非常先进的情报机构。同时，在黎巴嫩北部，马拉达旅变成了在兹加尔塔和弗朗吉亚家族的私人部队，在与黎巴嫩阵线决裂后与叙利亚结盟。
1980年黎巴嫩力量与自由国民党下属的“猛虎部队”决裂。1985年，黎巴嫩力量在伊莱亚·荷拜卡（Elie Hobeika ）和萨米尔·贾贾（Samir Geagea）的领导下完全从黎巴嫩长枪党剥离出来已建立一支独立的武装部队并且在大部分马龙派地盘占据主导地位。之后军事委员会选举荷拜卡为黎巴嫩力量的司令，荷拜卡任命贾贾为总参谋长。1986年1月，贾贾和荷拜卡的关系破裂，因为荷拜卡支持签订对叙利亚较有利的三方协定。双方关系破裂后黎巴嫩武装部队发生了一场内部冲突，导致大约800到1,000人丧生。冲突以贾贾获胜告终。贾贾保住了黎巴嫩武装部队领导人的地位而荷拜卡被迫流亡。荷拜卡建立了黎巴嫩武装部队执行委员会，直到内战结束都一直与叙利亚保持盟友关系。
猛虎部队是黎巴嫩国家自由党的军事派别。这支部队与1968年在萨迪亚特组建，由卡米勒·夏蒙指挥。之后又交由卡米勒·夏蒙的儿子丹尼·夏蒙指挥。在1975年内战爆发之后，猛虎部队手上有3,500名成员。他们与黎巴嫩民族运动及其巴勒斯坦盟友交战。

#### 世俗派的团体
虽然有多个黎巴嫩的民兵组织宣称自己是世俗派的，但这些组织基本上都是为了教派利益。不过，仍有一些不带宗教色彩的组织存在，主要但不只限于左翼团体和泛阿拉伯主义团体。
这些团体中比较典型的是“黎巴嫩共产党”以及更加激进和独立的“黎巴嫩共产主义行动组织”。还有一个典型例子是泛叙利亚主义的“叙利亚社会民族主义党”。该政党赞成“大叙利亚”主义，而不是泛阿拉伯主义或黎巴嫩民族主义。叙利亚社会民族主义党主要和叙利亚政府合作，尽管在意识形态上并不认可叙利亚的阿拉伯复兴党政权（不过最近该政党已经改变了对巴沙尔·阿萨德领导下的叙利亚政府的态度，该政党也被允许在叙利亚进行政治活动）。包含多个教派人士的叙利亚社会民族主义党由天主教徒伊纳姆•拉德（Inaam Raad）和希腊东正教徒阿卜杜拉•赛迪赫（Abdallah Saadeh）领导。该党主要在北部省（Koura和Akkar）、贝鲁特西部的Hamra大街附近地区、黎巴嫩山省（High Metn、Baabda、Aley 和Chouf）、南部省（Zahrani、Nabatieh、Marjayoun和Hasbaya）以及贝卡谷地（Baalbeck、Hermel和 Rashaya）活动。
另一个世俗主义的团体是萨阿德·哈达德领导下的南黎巴嫩军。南黎巴嫩军在黎巴嫩南部活动，主要与以色列合作，并且为以色列支持下的地方割据政权“自由黎巴嫩政府”服务。南黎巴嫩军起初是从黎巴嫩政府军内部一个马龙派派别“自由黎巴嫩军”分离出来的一个团体。他们起初的目标是成为一个对抗巴解组织针对加利利地区袭击的屏障，但之后他们逐步将矛头转向黎巴嫩真主党。南黎巴嫩军的军官们比较倾向基督教徒，并许诺要击败南黎巴嫩军的敌人。而大部分普通士兵是什叶派穆斯林，他们基本上只是为了工资而加入南黎巴嫩军，并且时常不能保证参加南黎巴嫩军针对巴解组织和黎巴嫩真主党的战斗。在内战结束之后，南黎巴嫩军继续维持活动，但在2000年以色列从南黎巴嫩撤离后解散。许多南黎巴嫩军士兵逃往以色列，其余人被逮捕并被指控与以色列合作以及叛国罪。
有两个相互敌对的阿拉伯复兴党运动在内战初期被卷入。一个属于阿拉伯民族主义党派。该党派通常被认为是亲伊拉克的，由逊尼派人士Abdul-Majeed Al-Rafei和希腊东正教人士Nicola Y. Ferzli领导。还有一个是马克思主义党派，被认为是亲叙利亚的，有什叶派人士Assem Qanso 领导。
在那一时期库尔德工人党在黎巴嫩也有训练营，在那里他们接受来自叙利亚和巴解组织的援助。在以色列入侵黎巴嫩时，所有库尔德工人党被要求与以色列军队作战。在内战中有11名库尔德工人党成员丧生。 Mahsum Korkmaz是所有在黎巴嫩的库尔德工人党成员的指挥官。
亚美尼亚人占主导的马列主义民兵武装“亞美尼亞解放祕密軍”（ASALA）于1975年在贝鲁特西部巴解组织控制区成立。该武装由美籍亚美尼亚人蒙捷·梅爾科尼揚及该组织创始人Hagop Hagopian领导。该组织与巴解组织有密切联系，在多次战斗中与黎巴嫩民族运动和巴解组织并肩战斗，在内战第三阶段战斗对象大多为以色列国防军及其右翼盟友。在这些战斗中梅尔科尼安一直是该组织的战地指挥官，而该组织也帮助巴解组织保卫贝鲁特西部这一巴解组织重要据点。

#### 巴勒斯坦人的武装组织

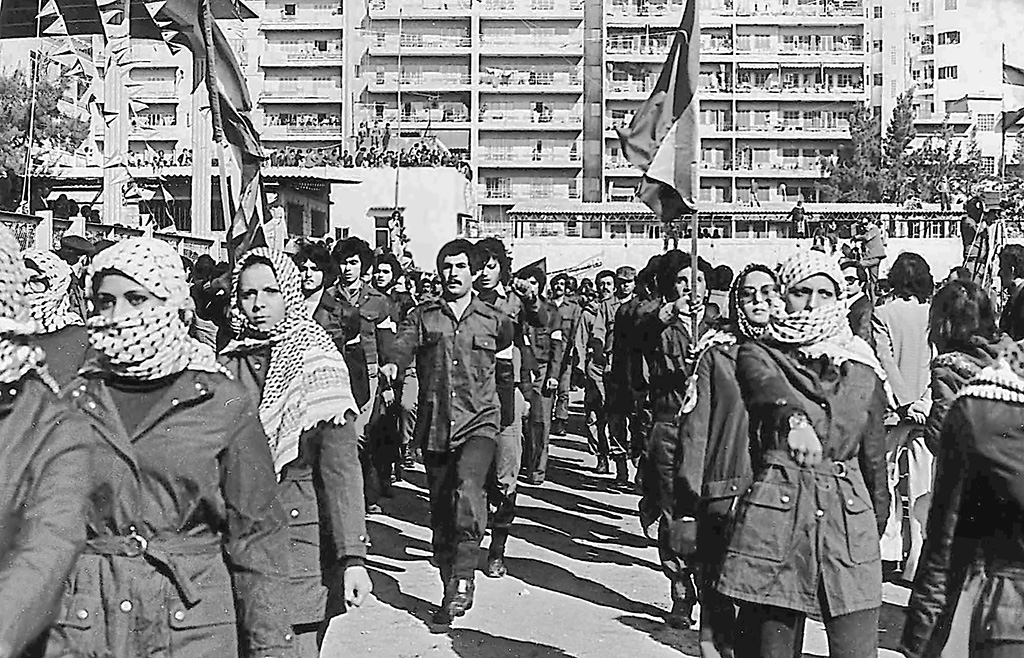
1979年贝鲁特城内的法塔赫武装分子

在1970年年末由于黑九月事件，巴勒斯坦解放运动成員被约旦政府驱逐出境。巴勒斯坦解放运动成員在黎巴嫩重整力量，其大部分武装部队都被转移到了黎巴嫩。这一运动的代表性组织巴勒斯坦解放组织—该组织认为自己是黎巴嫩最有战斗力的一支队伍—其实不过是一个松散的联盟。但巴解组织领导人亚西尔·阿拉法特通过收买巴解组织旗下各派别的忠诚来控制这些派别。阿拉法特不允许任何对巴解组织资金的监督行为，使其在所有资金使用事务上拥有绝对权力。阿拉法特对资金的控制以及与那些石油生产国家如沙烏地阿拉伯、伊拉克和利比亚有直接的资金支援渠道使得阿拉法特在巴解组织内没有任何在领导地位上能挑战他的对手，尽管表面上看在巴解组织内部有反对派存在。这使得巴解组织长时间以来对阿拉法特有着表面上的忠诚，而他也能够向那些他的追随者以及巴解组织的游击队员们分拨资金。与黎巴嫩人不同的是，巴勒斯坦人内部没有因教派不同而产生不团结。信仰基督教的巴勒斯坦人在内战期间也支持阿拉伯民族主义并且与黎巴嫩的马龙派民兵武装交战。
巴解组织中的主流派别是阿拉法特领导下的法塔赫。该组织致力于游击战，但其实除了寻求解放巴勒斯坦外没有什么核心的意识形态。因此，他们能够在巴勒斯坦难民中那些拥有保守伊斯兰价值观、抗拒世俗意识形态坚持的人群中拥有广泛支持。其他还有一些意识形态色彩更重的派别包括“解放巴勒斯坦人民阵线”（PFLP）及从中分裂出来的“巴勒斯坦民主解放阵线”（DFLP）。
在巴勒斯坦民主解放阵线从解放巴勒斯坦人民阵线分裂出来的过程中，法塔赫起到了一定作用。这样可以减小PFLP对法塔赫的争议和批评。成员更少的派别包括极端的“巴勒斯坦解放阵线”（PLF）和另一个从PFLP分裂出来的组织解放巴勒斯坦人民阵线总指挥部（该组织与叙利亚政府合作）。颇为复杂的是，两个阿拉伯复兴党执政的国家叙利亚和伊拉克在巴解组织内部都有傀儡组织。“闪电突击队”是叙利亚控制的民兵武装，而阿拉伯解放阵线接受伊拉克的指挥。叙利亚政府 还拥有巴勒斯坦解放军旗下的“叙利亚旅”，该武装是一支正规的武装力量，但并不是巴勒斯坦解放军中的正规军。有一些埃及支持的巴勒斯坦解放军派别听命于阿拉法特。

#### 德鲁兹派的武装组织
黎巴嫩国内的德鲁兹派人口较少，主要聚居在黎巴嫩中部的乔福区。该地区战略位置很重要，因此对于德鲁兹派来说处境很危险。德鲁兹派没有天然的盟友，所以他们被迫竭尽全力寻找合作对象。在琼布拉特家族的领导之下（起初是黎巴嫩民族运动领导人卡迈尔·琼布拉特（Kamal Jumblatt），之后是他的儿子瓦利德·琼布拉特（Walid Jumblatt）），黎巴嫩社会进步党（Progressive Socialist Party，PSP）演变成了一支有力的德鲁兹民兵组织，主要与苏联保持着密切的合作关系，在以色列撤退至南黎巴嫩时与叙利亚也有密切联系。但是，当时黎巴嫩的很多德鲁兹派教徒都是一个非宗教性质政党“叙利亚社会民族主义党”的成员。在卡迈尔·琼布拉特的领导下，黎巴嫩社会进步党成为了黎巴嫩民族运动中的重要成员。德鲁兹派建立了一支很强大的私人武装，在黎巴嫩内战期间是最强大的一支武装力量之一。该武装攻占了黎巴嫩山省的很多地方，以及整个乔福区。他们的主要对手是黎巴嫩长枪党，以及之后的“黎巴嫩力量”民兵。在1977年PSP遭受了一次重大挫折，卡迈尔·琼布拉特遇刺身亡。他的儿子瓦利德·琼布拉特接任了该党的领导人。在1983年以色列从乔福撤离至内战结束，PSP在其控制区下还维持了一个非常高效的民政管理机构“黎巴嫩山民政区（Civil Administration of the Mountain）”。PSP的军事检查站收取的过路费成为了行政管理的主要收入来源。
在瓦利德·琼布拉特领导下PSP在所谓“黎巴嫩山战争”中扮演了一个非常重要的角色。这场冲突是在以色列撤离黎巴嫩山之后PSP与马龙派民兵之间的一场重要战斗。PSP的武装分子被控在冲突期间犯下多起屠杀事件。
在黎巴嫩，迄今为止PSP依旧是一个活跃的政治党派，现领导人依旧是瓦利德·琼布拉特，该党派主要由德鲁兹派教徒支持和领导。

#### 什叶派穆斯林的武装组织

阿迈勒运动的旗帜

什叶派民兵武装很晚才组建并加入到内战。起初，许多什叶派穆斯林对巴勒斯坦人表示同情，还有人被黎巴嫩共产党所吸引。但在1970年黑九月事件之后，那些武装的巴勒斯坦人突然涌入了什叶派的聚居点。黎巴嫩南部主要居民是什叶派穆斯林，但巴勒斯坦人很快在那里建立基地以用来袭击以色列军队。巴勒斯坦解放运动很快就把在什叶派穆斯林中的影响力挥霍一空，因为一些激进派别使用武力统治什叶派聚居的黎巴嫩南部，而在当地很多巴勒斯坦难民营被建立起来。而主流派别巴解组织既无意愿也无能力约束这些派别。
这些巴勒斯坦人的激进宗教观念和行为使其与当地传统什叶派社群开始疏远。什叶派居民不想为巴解组织从黎南部向以色列发动火箭弹袭击付出代价。巴解组织在黎南部建立了国中之国，这在黎巴嫩的什叶派中激起了愤怒。什叶派占主导的黎南部在60年代成为了以巴冲突的战场。黎巴嫩政府因为害怕激怒以色列，所以基本上对黎南部弃之不管。当地很多居民被迫逃到贝鲁特郊外，该地区众所周知是黎巴嫩的贫困地区。这些移民中的年轻人无法融入到内战前黎巴嫩的繁荣，使得他们不得不加入到名目繁多的黎巴嫩或巴勒斯坦武装组织。在没有独立的政治团体很多年后，在1974年至1975年他们突然发起了阿迈勒运动。该运动的伊斯兰主义意识形态很快吸引了那些缺乏政治代表的人群，这使得阿迈勒运动的军事地位快速上升。在早些时候，阿迈勒运动与巴解组织交战。之后阿迈勒运动中的一个强硬派别脱离该组织建立了黎巴嫩真主党。黎巴嫩真主党是一个伊斯兰主义武装组织，认为阿迈勒运动太过世俗化了。该组织与以色列为敌，该组织迄今为止仍旧是黎巴嫩乃至中东地区最具战斗力和组织性的武装组织。该组织成立之初的目标是在黎巴嫩建立一个伊斯兰国家。
在黎巴嫩内战期间，由于同属什叶派，黎巴嫩真主党和阿迈勒运动获得了伊朗的大力支持。黎巴嫩真主党及其领导人受到伊朗伊斯兰革命的鼓舞，因此在1982年他们开始作为一支抵抗以色列对黎巴嫩占领的一支武装派别存在，并且该组织接受一支伊朗伊斯兰革命卫队特派团的训练和组织。同军事培训一样，伊朗还大力提供财政支援。
黎巴嫩的阿拉维派群体（该派别是什叶派的一个分支）以阿拉伯民主党为代表，比较亲叙利亚，因为在叙利亚阿拉维派站主导地位。该党派以黎北部的黎波里周边为主要活动区域。

#### 逊尼派穆斯林的武装组织
一些逊尼派团体接受来自利比亚和伊拉克的主要，并且拥有一些小规模的民兵武装。这些武装组织主要以世俗的纳赛尔主义或其他泛阿拉伯主义和阿拉伯民族主义作为意识形态，但也有一些是伊斯兰主义派别，例如“塔瓦迪运动”。逊尼派占主导的组织中最主要的是“穆拉比特”，一个主要以贝鲁特西部为基地的组织。穆拉比特由Ibrahim
Kulaylat领导，在1982年以色列入侵黎巴嫩期间与巴勒斯坦人并肩作战。另一个亲巴勒斯坦的民兵组织是“二月六日运动”，该组织以纳赛尔主义为意识形态，在“难民营战争”中与巴解组织并肩作战。

#### 亚美尼亚人的武装组织
总体上来说，亚美尼亚人的政党由于宗教原因比较倾向基督教团体。对与战斗中的各阵营来说很难保证亚美尼亚人会站在哪一边。在亚美尼亚人政党尝试之下，亚美尼亚的民兵武装成功保持中立状态。他们的民兵武装只有在需要包围亚美尼亚人社区是才会加入到战斗。但是不同寻常的事，个别亚美尼亚人选择站在“黎巴嫩力量”那一边，而有少数亚美尼亚人站在黎巴嫩民族运动/黎巴嫩全国抵抗阵线阵营中。
贝鲁特郊外的Bourj Hamoud和Naaba处于亚美尼亚的达什纳克党控制之下。1979年9月，这两个地区遭到黎巴嫩长枪党攻击，因为黎巴嫩长枪党试图将所有基督教聚居区都纳为巴希尔·杰马耶勒控制之下。达什纳克党的民兵击退了长枪党的进攻，保住了对这两个地区的控制权。这场战斗导致40人丧生。
黎巴嫩的“亚美尼亚革命联盟”在冲突中拒绝选边站，虽然他们的武装派别“Justice
Commandos of the Armenian Genocide” 和“解放亚美尼亚秘密军”在内战中进行了多起暗杀活动。

## 内战的第一阶段

### 教派冲突与屠杀
在1975年整个春季，黎巴嫩国内的小规模冲突使得黎巴嫩逐步滑入全面内战的泥潭中。黎巴嫩民族运动与黎巴嫩长枪党陷入争斗。在1975年4月13日，在以基督教徒为主要居民的贝鲁特东部郊区，坐在一辆疾驶轿车中不明身份的枪手向一处教堂开火，导致4人丧生，其中包括两名长枪党成员。数小时后，为了报复这一暴行，长枪党采取了以牙还牙的措施。长枪党成员在杰马耶勒的带领下伏击了一辆载有30名巴勒斯坦人的公共汽车，将其乘客全部杀害。作为对这一屠杀的回应，贝鲁特全城爆发了冲突。而所谓“旅馆战争”的冲突在1975年10月爆发，持续到1976年3月。
1975年12月6日，这一天被后人称作黑色星期六。四名长枪党成员的被杀导致长枪党在整个贝鲁特市内快速建立了检查站。在检查站，长枪党成员检查过路人的身份证以验证过路人的宗教信仰。许多路过检查站的巴勒斯坦人或黎巴嫩穆斯林被随意杀害。此外，在贝鲁特东部，长枪党成员扣押人质并攻击穆斯林。穆斯林群体和巴勒斯坦民兵作为报复手段，开始使用武力回击。双方的冲突导致大约200到600名平民和武装分子丧生。在此时之后，各民兵武装之间开始爆发全面战斗。
在逐步升级的教派冲突中，平民成为了易受攻击的目标。1976年1月18日，在卡朗迪纳街大屠杀中，大约1,000人被马龙派民兵武装杀害。而很快巴勒斯坦民兵开展报复行动，袭击了达穆尔镇。这两场大屠杀导致大量穆斯林和基督教徒逃离家园，因为他们害怕遭到报复所以他们选择逃往那些属于各自教派控制之下的地区。而贝鲁特市居民区的宗教和民族格局加速了这一进程，贝鲁特东部和西部很快便转变成了贝鲁特基督教区和穆斯林区。此外，马龙派中选择与黎巴嫩民族运动合作的左翼人士以及政府中的伊斯兰保守主义人士的人数迅速减少，因为此时这场冲突已经完全成为了教派冲突。这一系列的大屠杀还造成了另一后果，那就是阿拉法特手下装备精良的法塔赫乃至整个巴解组织选择站在黎巴嫩民族运动阵营，使得巴勒斯坦人现在完全与马龙派武装敌对起来。

### 叙利亚的介入
1976年6月，在全国范围内都有战斗发生，而马龙派团体已经到了战败的边缘。黎巴嫩总统苏莱曼·弗朗吉亚以贝鲁特港将会被关闭而叙利亚进出口货物很大一部分是通过贝鲁特港为理由呼吁叙利亚介入到黎巴嫩内部冲突。马龙派的恐慌情绪在达穆尔屠杀（这场屠杀夺取了将近700名马龙派基督徒的生命）之后愈发加剧，而叙黎双方都认为冲突所涉及的利益不仅仅只限于政治权利方面。作为回应，叙利亚终止了与先前盟友“巴勒斯坦拒绝阵线”的合作关系，转而支持马龙派主导的黎巴嫩政府。从理论上来说，这使得叙利亚看上去和以色列站在同一阵营，因为以色列已经从1976年5月开始向马龙派武装提供枪支、坦克和军事顾问。叙利亚在黎巴嫩有自身的政治和领土上的利益，因为黎巴嫩是伊斯兰主义者和反对阿拉伯复兴党的穆斯林兄弟会的避风港，而且黎巴嫩也是进攻以色列的一条路线。
在总统的要求下，叙利亚政府军开进了黎巴嫩，占领了的黎波里和贝卡谷地，轻松扫清了黎巴嫩民族运动 和巴勒斯坦人的抵抗。之后双方停火，但最终依旧没有阻止冲突，因此叙利亚施加了更大的压力。在大马士革方面提供的军火支持下，马龙派武装成功突破了贝鲁特东部Tel al-Zaatar难民营的巴勒斯坦防御，该难民营已经被围困了很长时间。之后难民营内发生了大屠杀，导致大约2,000名巴勒斯坦人丧生。这场大屠杀激起了阿拉伯国家对叙利亚的强烈谴责。
1976年10月19日，阿什亚战役爆发。当时巴解组织和一支共产党民兵组织组成的联军进攻了穆斯林区域内一个孤立的马龙派村庄阿什亚（Aishiya）。以色列国防军使用美国提供的M107自行火炮向进攻者发射了24枚炮弹（每发炮弹重达66公斤），击退了第一次进攻。但是联军在夜间重返战场，较低的能见度使得以色列炮兵的效率大大降低。村里的马龙派逃离了家园，直到1982年才重返该村。
1976年10月，叙利亚在沙特首都利雅得接受了阿盟的提议。这使得叙利亚获得授权，在黎巴嫩以“阿拉伯威慑部队”的名义驻扎40,000名军队以分隔冲突各方并回复黎巴嫩的和平。除了叙利亚之外还有别的阿拉伯国家参与了阿拉伯威慑部队，但他们很快就没兴趣了。叙利亚再次重获对这支部队的独立控制权，并且让阿拉伯威慑部队成为了抵御国际社会指责的外交盾牌。内战在此时正式结束了，贝鲁特乃至整个黎巴嫩引来了久违的平静。然而在黎巴嫩南部，局势随着巴解组织成员的陆续返回而愈发恶化，这些人在利雅得协定的要求下离开黎巴嫩中部地区。
在内战的头两年，有6万人丧生。

### 难得的平静

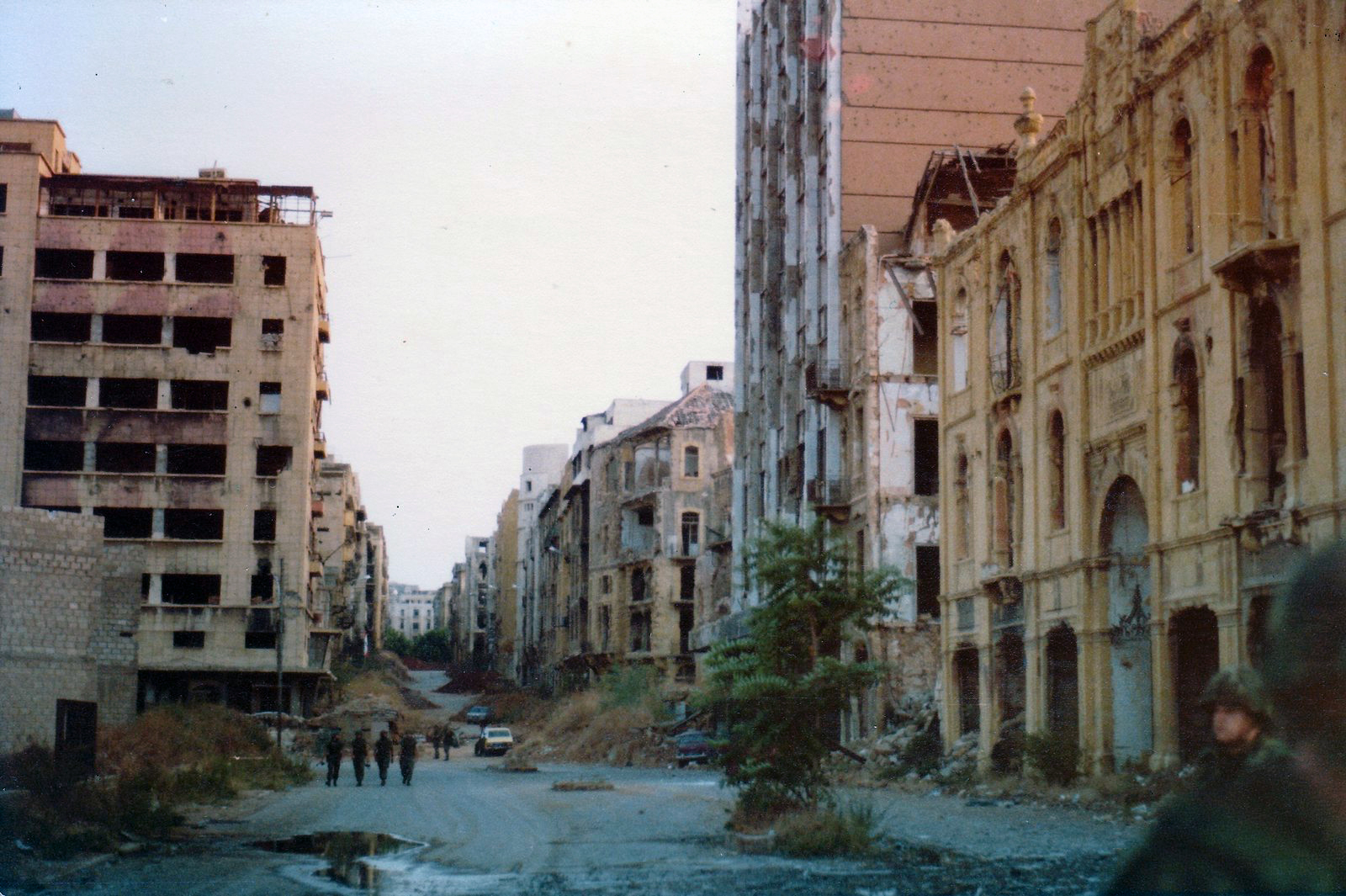
1982年，分隔贝鲁特东部和西部的绿线

在此时黎巴嫩已经被完全分裂了。黎巴嫩南部和贝鲁特西半边是巴解组织和穆斯林游击队的大本营，而基督教徒控制着贝鲁特东部和黎巴嫩山省的基督教徒聚居区。双方划分贝鲁特的界线被被称为是“绿线”。
1976年，在贝鲁特东部，马龙派政党黎巴嫩自由国民党、黎巴嫩长枪党和黎巴嫩革新党加入了黎巴嫩阵线，该组织是黎巴嫩民族运动的敌对派别。他们旗下的民兵组织加入了被称作是“黎巴嫩力量”的松散联盟，该组织是黎巴嫩阵线的军事派别。从此开始，黎巴嫩长枪党及旗下的民兵组织在巴希尔·杰马耶勒的领导下主导了黎巴嫩阵线。1977年至1980年，通过吸收或击败较小规模的民兵组织，他稳固了自身的领导地位并将黎巴嫩阵线打造成了黎巴嫩马龙派中占主导地位的一支力量，
同年3月，黎巴嫩民族运动的领导人卡迈尔·琼卜拉特遇刺身亡。对于这次暗杀，人们普遍认为叙利亚政府是元凶。卡迈尔·琼卜拉特的黎巴嫩社会进步党领导人职位出乎意料地顺利传递给他的儿子瓦利德·琼布拉特。而黎巴嫩民族运动在他死后陷入混乱。虽然这个发动黎巴嫩政府的、由左翼人士、什叶派、逊尼派、巴勒斯坦人和德鲁兹派的联盟还维持了一段时间，但是由于利益的巨大差异，各方终究反目为仇。叙利亚总统哈菲兹·阿萨德察觉到了这一机会，开始在这场分裂与征服的博弈中与马龙派和穆斯林分道扬镳。

## 第二阶段

### 百日战争
百日战争是黎巴嫩内战期间的一次较大规模冲突，发生于1978年2月至4月间，地点是黎巴嫩首都贝鲁特。这场冲突发生在马龙派民兵组织“黎巴嫩力量”（该组织处于黎巴嫩长枪党主席巴希尔·杰马耶勒领导之下）与阿拉伯威慑部队（主要以叙利亚军队为主）之间。冲突导致160人丧生，400人受伤。
这场冲突最终使得叙利亚军队撤出了贝鲁特东部，还中断了叙利亚和黎巴嫩阵线之间的盟友关系。

### 1978年南黎巴嫩冲突

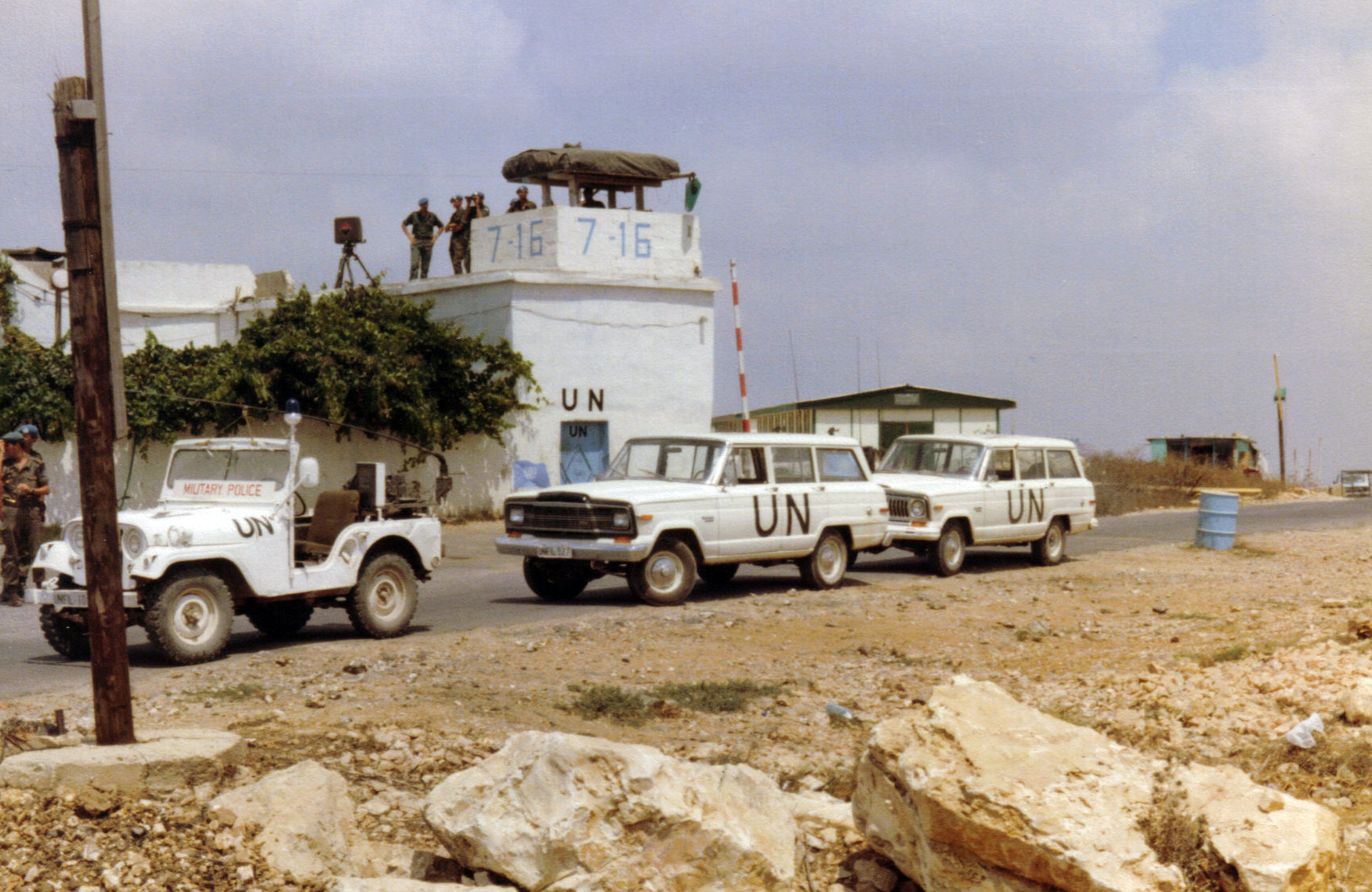
联合国驻黎巴嫩临时部队基地

在1977年至1978年之间，巴解组织频繁从黎巴嫩出发袭击以色列，这使得两国关系日趋紧张。1978年3月11日，11名法塔赫武装分子在以色列北部一处海滩登陆，随后在连接海法与特拉维夫的公路上劫持了两辆满载乘客的巴士，并从巴士上射击过往车辆。这起袭击事件之后被人称为是“海滨公路大屠杀”。再被以色列军队击毙之前，法塔赫武装分子打死37人，打伤76人。四天之后，以色列发动“利塔尼”行动，入侵黎巴嫩。以色列军队占领了利塔尼河以南的大部分区域。联合国安理会3月19日通过第425号决议，呼吁以色列立刻撤出黎巴嫩，并决定向黎南部地区派驻4,000人的联合国驻黎巴嫩临时部队（UNIFIL），负责维护当地秩序。

### 安全区
以色列军队在1978年年末撤出黎巴嫩，但依旧通过建立一条沿黎以边境的19公里宽的安全区来控制黎南部区域。这些安全区内驻有南黎巴嫩军，这支部队有基督教徒和什叶派穆斯林支持，接受萨阿德•哈达德将军的领导。以色列总理贝京将黎巴嫩南部基督教人口（这些人仅占南黎巴嫩军控制下领土内人口的5%）的处境比作是二战期间的欧洲犹太人。在停火期内巴解组织仍旧频繁攻击以色列，光有档案记载的就有270次之多。面对频繁的袭击，加利利河谷内的居民经常不得不离开家中。以色列从缴获自巴解组织总部的文件证明这些袭击来自黎巴嫩。阿拉法特以停火协议只和黎巴嫩政府有关为由拒绝谴责这些袭击事件。 1981年7月17日，以色列战机轰炸了贝鲁特的一座多层建筑物，据信这座建筑物内住有巴解组织相关机构的官员。黎巴嫩驻联合国安理会代表宣称在空袭中有300名平民丧生，800人受伤。这起空袭引发了世界范围内的抗议活动，还一度影响了美国向以色列出口飞机的进程。
1981年8月，以色列国防部长沙龙开始制定攻击贝鲁特西部巴解组织军事设施的计划，该地区拥有巴解组织的总部和指挥堡垒。

### “长刀之日”
1980年7月7日，在贝鲁特北部滨海小镇萨夫拉发生一起屠杀事件，这一天后来也被人成为“长刀之日”。当时巴希尔·杰马耶勒正试图将所有马龙派武装分子统一在他指挥的“黎巴嫩力量”旗下。黎巴嫩长枪党的武装分子对“猛虎部队”发动突然袭击，而“猛虎部队”是隶属于前总统卡米勒·夏蒙的自由国民党的一支500人规模的民兵组织。袭击导致83人丧生。

### 扎赫勒战役
扎赫勒战役发生于1980年12月至1981年6月之间。在这七个月的时间内，扎赫勒遭受了很多政治上和军事上的磨难。这场战斗有两个关键的对手。一方是黎巴嫩力量”，他们得到了Zahlawi镇居民的帮助。而另一方是打着“阿拉伯威慑部队”旗号的叙利亚军队，他们得到了一些巴解组织派别的帮助。从人口上来说，扎赫勒是黎巴嫩国内以基督教徒为主的城镇中最大的一座城镇之一。扎赫勒郊外毗邻的贝卡谷地基本涵盖了整个叙黎边境。由于扎赫勒紧邻贝卡谷地，叙利亚军队担心以色列和黎巴嫩力量会联合起来对付叙利亚。这个潜在的联盟不仅会威胁到驻扎在贝卡谷地的叙利亚军队，从叙利亚政府的角度来看，这也是对叙利亚国家安全的重大威胁，因为扎赫勒紧邻通往大马士革的高速公路。
因此，作为一个威慑战略，叙利亚军队控制了通往该市的主要道路，并加强了在贝卡谷地的军队部署。大约在1980年12月，驻扎在Zahlawi镇的“黎巴嫩力量”和拥有叙利亚支持的左翼民兵武装之间的关系愈发紧张。从1981年4月至6月，在这4个月的时间内，一些黎巴嫩力量的成员在Zahlawi镇当地抵抗力量的帮助下对抗叙利亚军队并保卫该城免受叙利亚军队的袭扰及潜在的入侵。双方共有将近1,100人在冲突中丧生。这场冲突为巴希尔·杰马耶勒在1982年就任黎巴嫩总统铺平了道路。

## 第三阶段

### 以色列入侵黎巴嫩
1982年6月3日，一个从法塔赫分裂出来的恐怖组织“阿布·尼达尔组织”试图在伦敦刺杀以色列驻英国大使施洛摩·阿尔戈夫（Shlomo Argov）。以色列发动报复行动，空袭了位于贝鲁特西部的巴解组织和解放巴勒斯坦人民阵线的目标，导致超过100人丧生。 作为回应，巴解组织使用火炮及火箭弹从黎巴嫩袭击以色列境内。双方从事已经完全违背了停火协议。
6月5日，联合国安理会一致通过了第508号决议，要求冲突各方立刻停止所有在黎巴嫩境内及跨越黎以边境的军事行动，且不得迟于当地时间1982年6月6日6:00。

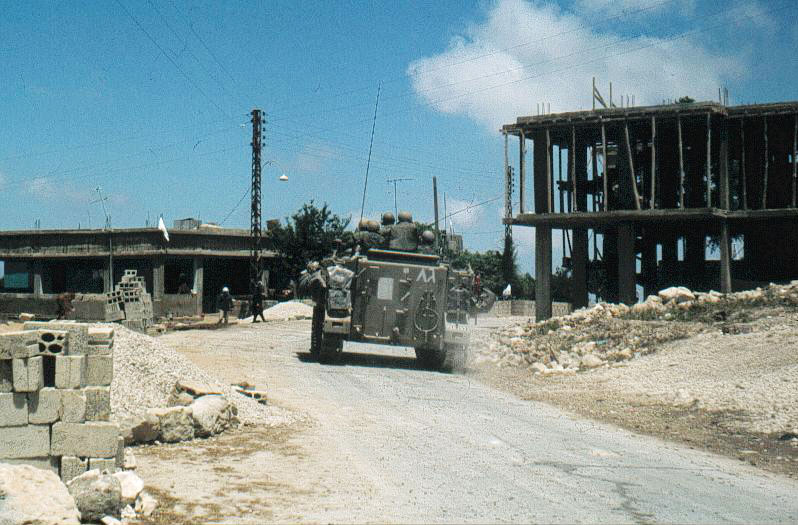
1982年6月黎巴嫩南部的以色列军队

1982年6月6日，以色列发动代号“加利利和平”的军事行动，向黎巴嫩境内的巴解组织基地发动攻击。很快，以色列军队深入黎巴嫩境内40公里，在马龙派民兵组织的战术支援下快速推进至贝鲁特东部。当以色列内阁召开会议讨论这项军事行动时，沙龙如下描述计划：以色列军队在黎巴嫩境内推进40公里，之后摧毁巴解组织的据点并建立一个范围更大的安全区，使得以色列北部处于巴解组织火箭弹射程之外。以色列国防军参谋长拉斐尔·埃坦以及国防部长沙龙下令以色列军队直扑贝鲁特，与1981年9月制定的计划相一致。
在入侵开始的当天，联合国安理会通过进一步决议即第509号决议，要求以色列将军队撤回至国际公认的黎以边境的以色列一侧。 6月8日，美国否决了一份要求以色列撤军的协议。

### 贝鲁特围城战

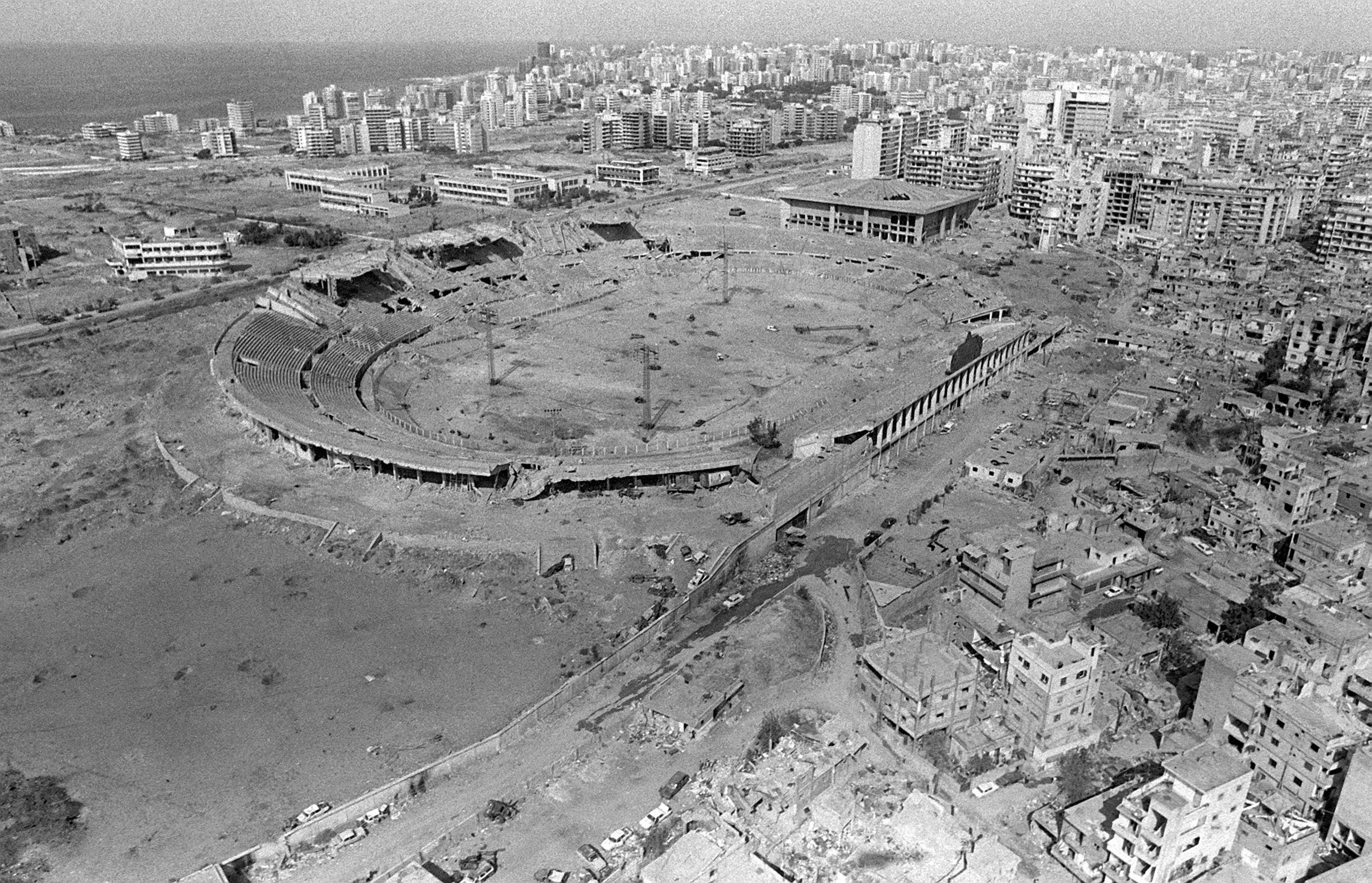
1982年以色列轰炸后的一座体育场的航空照片，这座体育场被巴解组织用作弹药补给库

1982年6月15日，以色列军队已经开进到了贝鲁特外围。美国政府要求巴解组织撤出黎巴嫩，而沙龙开始下令针对位于贝鲁特西部、已经退守到坚固据点内的16,000名巴解组织武装分子进行轰炸。与此同时，阿拉法特试图通过谈判来从政治上挽救巴解组织。这次尝试最终成功了，多国部队的到来使得巴解组织得以撤出。

### 停火谈判
1982年6月27日，联大第七次紧急特别会议通过决议，要求“以色列立即撤出驻扎在贝鲁特四周的部队，将部队撤至离贝鲁特10公里远的地方，以此作为以色列完全从黎巴嫩撤军的第一步。而与此同时，巴勒斯坦武装人员必须撤出贝鲁特，撤往已有的难民营。”美国否决了这一决议，因为这项决议“很显然将会使巴解组织保存继续进行活动的实力”。然而里根总统强烈要求以色列总理贝京下令结束围城。贝京数分钟后通知里根总统，声称他已经下令以色列军队停止进攻。
最终，伴随着逐步升级的暴力冲突和平民伤亡，美国国务卿菲利普·哈比卜再次受命进行恢复当地局势的斡旋。在以色列国防军对贝鲁特西部持续整整一天的猛烈轰炸之后，在8月12日，哈比卜完成了斡旋。哈比卜斡旋下的完成的停火协议要求以色列和巴解组织撤离贝鲁特，而由美国海军陆战队、法国军队和意大利军队组成的多国部队将会派往当地以确保巴解组织撤离并保护手无寸铁的当地平民。

### 多国部队的介入

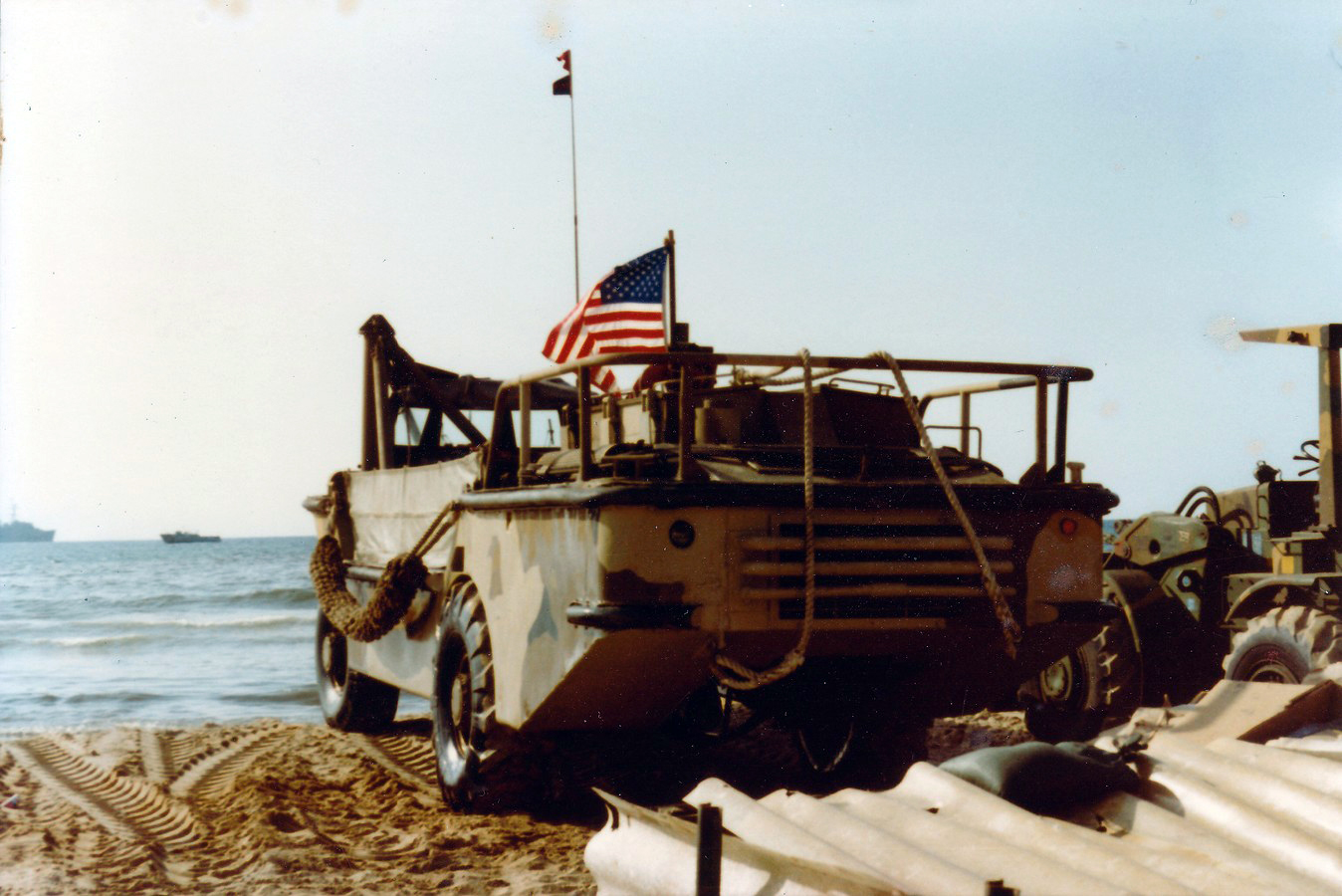
1982年，美国海军的两栖车辆抵达黎巴嫩

多国部队中的第一批人员在1982年8月21日来到贝鲁特，以监督巴解组织撤离黎巴嫩。而美国的调解也使得叙利亚军队和巴解组织成员撤出贝鲁特。协议也为由美国海军陆战队、法国军队、意大利军队和英国军队部署到当地做好了准备。然而，以色列方面报道大约2,000名巴解组织武装分子正藏匿在贝鲁特郊外的巴勒斯坦难民营中。
在8月23日，巴希尔·杰马耶勒当选黎巴嫩总统。然而在9月14日，杰马耶勒被叙利亚社会民族主义党成员Habib Tanious Shartouni暗杀身亡。其兄阿明·杰马耶勒（Amine Gemayel）继任总统。

### 萨布拉和夏蒂拉难民营大屠杀
暗杀杰马耶勒的凶手Habib Tanious Shartouni事后被查明是叙利亚特工，但是沙龙当时却指责巴勒斯坦人为凶手。为了报复这一行为，1982年9月16至18日，长枪党进入贝鲁特西区的萨布拉和夏蒂拉难民营，制造了贝鲁特大屠杀，杀害人数从不到400到3万估计不等，虽然凶手是长枪党，阿里埃勒·沙龙和以色列军队却成了谴责的对象。

### 5月17日停火协议
1983年5月17日，黎巴嫩总统阿明·杰马耶勒、以色列和美国签署协议，协议规定以色列将以叙利亚撤军为条件进行撤军。之后据报道，为达成协议以色列和美国向杰马耶勒施加了很大压力。协议声明“以色列与黎巴嫩将停止战争”。因此，事实上这份协议仅仅是黎巴嫩政府与以色列之间的和平协议，而且被很多黎巴嫩穆斯林看作是以色列试图永久控制黎巴嫩南部的一次尝试。这份协议在阿拉伯世界被广泛描述为是一个黎巴嫩的投降协议，并且阿明·杰马耶勒被指责是卖国贼。黎巴嫩国内的局势陡然紧张了起来。叙利亚强烈反对该协议，并拒绝讨论撤军问题，这使得冲突各方继续陷入僵局。
1983年8月，以色列从贝鲁特南部的乔福区撤出，使得德鲁兹派和马龙派之间没有了缓冲区。这引发了又一轮惨烈冲突，即“黎巴嫩山战争”。以色列并没有插手这场冲突。到了9月，德鲁兹派控制了乔福区的大部分，而以色列军队从除了黎巴嫩南部安全区以外的黎巴嫩大部分地区撤出。

### 暴力冲突的重现

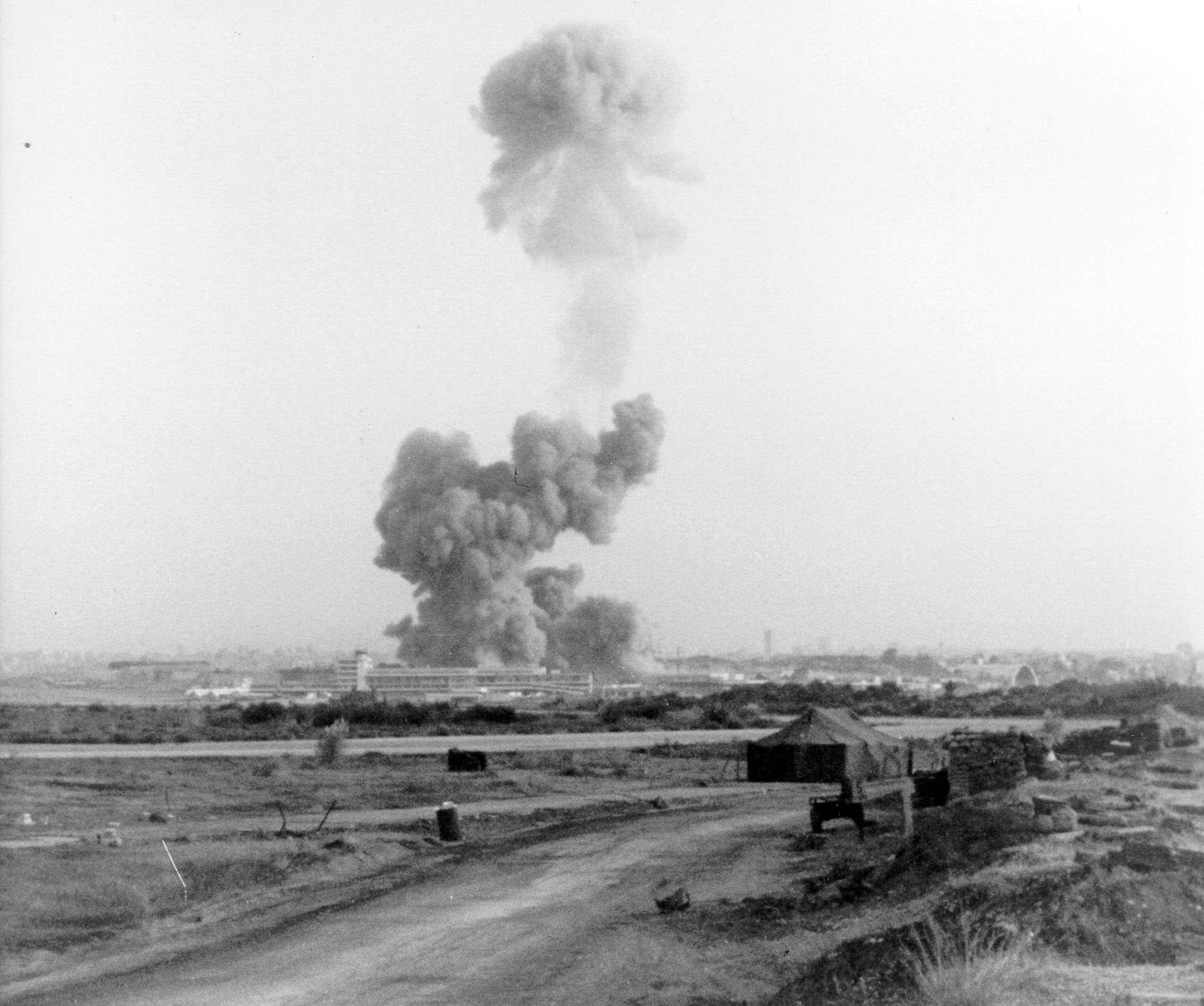
1983年贝鲁特美国海军陆战队遭袭事件的照片

在1984年2月，在许多政府军中的穆斯林和德鲁兹派成员叛逃到民兵组织之后，黎巴嫩政府军已经从实质上解体了，这对黎巴嫩政府来说是非常大的打击。由于看到美国海军陆战队正准备撤离黎巴嫩，叙利亚和黎巴嫩国内的穆斯林团体正在施加对杰马耶勒总统更大的压力。3月5日，黎巴嫩政府废止了5月17日停火协议，而美国海军陆战队在数週后撤离了黎巴嫩。
这一个混乱时期，黎巴嫩开始发生针对美国及西方目标袭击活动，例如1983年4月18日针对位于贝鲁特西部美国大使馆的自杀式袭击。这次袭击导致63人丧生。
9月，在以色列撤军以及接踵而至的黎巴嫩政府军与敌对派别在“黎巴嫩山战争”中为争夺有利地势而大打出手之后，美国政府批准使用海军对德鲁兹派和叙利亚的阵地进行炮击，以支援和保护正饱受威胁的黎巴嫩政府军。
1983年10月23日，一场由伊朗人资助的、毁灭性的自杀式爆炸袭击了贝鲁特的美军和法军驻地，导致241名美军和58名法军丧生。1984年1月18日，贝鲁特的美国大学校长马尔科姆·克尔被杀害。在1984年2月美军完全撤离黎巴嫩之后，针对美国人的袭击仍在继续，其中包括1984年9月20日针对贝鲁特东部美国大使馆附属设施的炸弹袭击。这场袭击导致24人丧生，其中包括两名美军士兵。黎巴嫩的形势已经十分严峻，以至于在1987年美国国务院强制终止办理美国公民前往黎巴嫩的旅行护照，这个旅行禁令直到10年之后的1997年才被废止。
1982年，在黎巴嫩叙利亚军队驻扎的贝卡谷地，伊朗建立了一座基地。在这座基地内，伊朗伊斯兰革命卫队“建立、资助、训练和武装了黎巴嫩真主党，使其成为了一支伊朗的代理人武装”。伊朗伊斯兰革命卫队通过从正在抵抗以色列占领的什叶派组织以及黎巴嫩主要的什叶派组织“阿迈勒运动”中征募成员来组建黎巴嫩真主党。这个组织受到了1979年伊朗伊斯兰革命的鼓舞。在伊朗人的扶持以及广大对现实不满的什叶派难民的支持下，黎巴嫩真主党很快成长为一支强有力的武装力量。

## 第四阶段

### 难民营战争

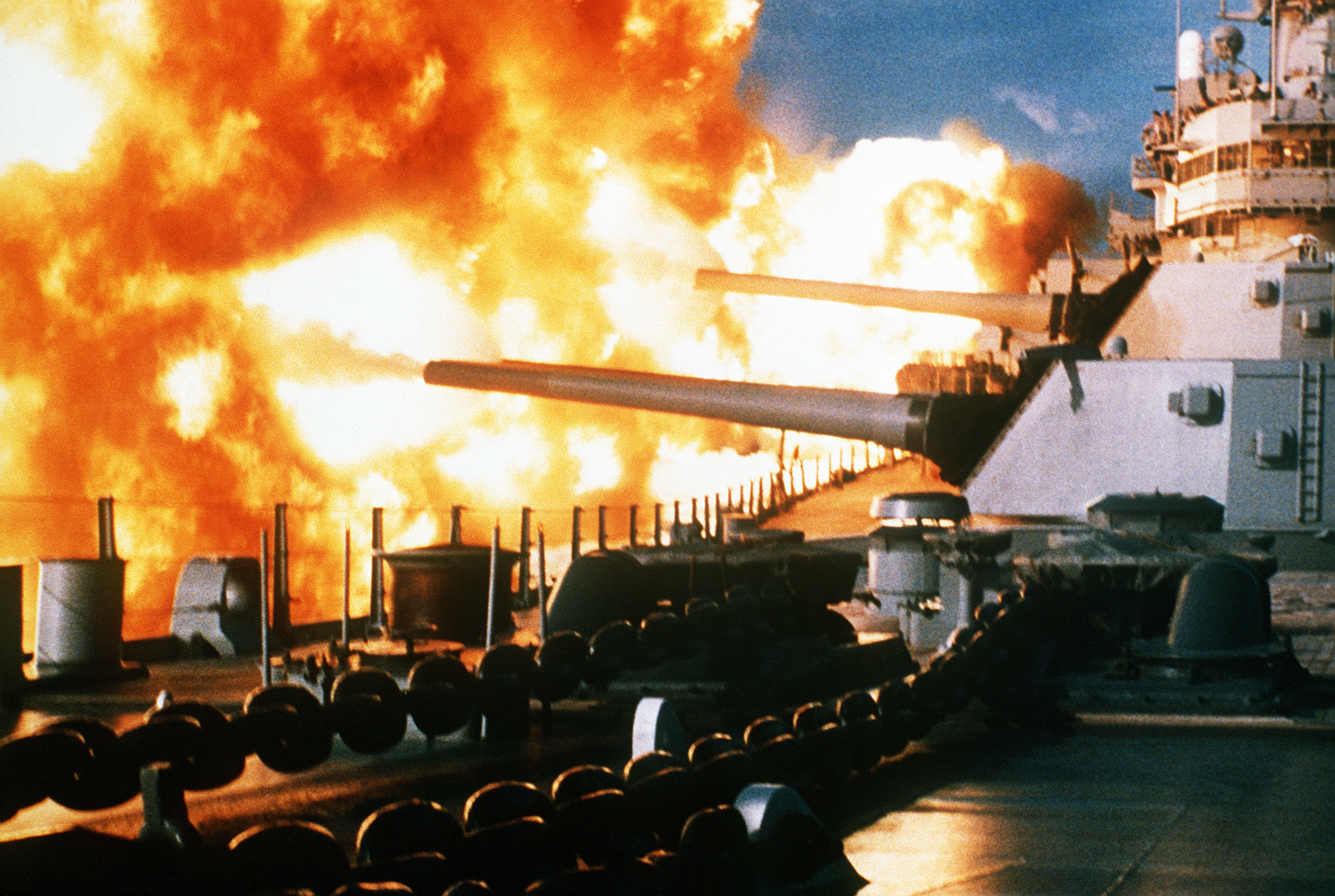
1984年6月9日，美国海军“新泽西”号战列舰炮轰位于乔福区的德鲁兹派武装的阵地

从1985年到1989年，黎巴嫩国内的教派冲突愈演愈烈，而各方试图调停战争的努力都失败了。在1985年至1986年的“难民营战争”中，战斗十分惨烈。叙利亚支持的一个由“阿迈勒运动”领导的联盟试图将巴解组织从他们位于黎巴嫩的根据地中驱赶出去。许多巴勒斯坦人丧生，而萨布拉、夏蒂拉以及布尔吉·阿尔·巴拉吉奈难民营遭到严重破坏。
在1987年，贝鲁特再次发生大规模冲突。巴勒斯坦人、左翼分子和德鲁兹派组成联盟，一起对抗阿迈勒运动，最终导致叙利亚进一步介入黎巴嫩国内冲突。在1988年，贝鲁特再次爆发武装冲突，冲突双方为同属什叶派的阿迈勒运动和黎巴嫩真主党。黎巴嫩真主党很快夺取了城内多个阿迈勒运动的地盘，并且第一次作为一支强大的武装力量在贝鲁特亮相。

### 奥恩的军政府
在同一时期，1987年6月1日，黎巴嫩总理拉希德·卡拉米在乘直升机到他的家乡的黎波里休假时被一颗装有定时装置的塑料炸弹炸死，终年66岁。人们指责这次暗杀事件是由萨米尔·贾贾和黎巴嫩政府军联合所为，但这种说法缺少证据。杰马耶勒总统的任期在1988年9月期满。9月22日，杰马耶勒在离职前任命基督教派的军队司令米歇尔·奥恩（Michel Aoun）将军（2021年現任黎巴嫩總統）组成“过渡政府”，这一行为与1943年通过的民族宪章相悖。穆斯林团体反对奥恩政府这一违反民族宪章的机构，许诺支持继任拉希德·卡拉米的逊尼派人士萨利姆·胡斯（Selim al-Hoss）。此时黎巴嫩政府被分裂为两个相互敌对的政府，即位于贝鲁特东部的马龙派军政府和贝鲁特西部的政府。
这一时期的冲突在伊拉克政府卷入后进一步恶化。萨达姆在黎巴嫩寻找一个两伊战争的代理人战场。为对抗伊朗支持的阿迈勒运动和黎巴嫩真主党，伊拉克开始支持马龙派团体。在1988年至1990年，萨达姆支持奥恩将军以及萨米尔·贾贾领导的“黎巴嫩力量”。
1989年3月14日，奥恩将军发动了一场被他称为是“解放战争”的军事行动，针对的是叙利亚及其在黎巴嫩的盟友。双方展开了持续半年之久的激战，造成数以千计的人员伤亡和难以估量的经济损失。这场冲突于1989年9月23日宣告停息。这次军事行动导致叙利亚对奥恩将军领导下的黎巴嫩政府军及贝鲁特东部的被包围的民兵武装施加更大的压力。尽管如此，奥恩将军仍坚持进行“解放战争”，公开指责叙利亚政府并宣称他是在为了黎巴嫩的独立而战。由于他的“解放战争”获得了马龙派的很大支持，所以他被那些反对他的穆斯林群众视为是一个教派心强的领导人。他还饱受那些来自萨利姆·胡斯政府的对其合法性的挑战。从军事上来说，这场冲突没有达到他的目标。相反，这场冲突对贝鲁特东部造成严重破坏，并导致大量基督教人口移居到别的地方。

### 塔伊夫协定
1989年9月30日，在由摩洛哥、沙特阿拉伯和阿尔及利亚3国元首组成的阿拉伯3方最高委员会的调解下，来自黎巴嫩议会的33名基督教派议员和30名穆斯林派议员在沙特的塔伊夫市举行会议，商讨黎巴嫩政治改革以及叙利亚在黎巴嫩驻军等问题。经过3周的艰苦讨论，与会者最终于10月22日通过了黎民族和解的最后妥协文件。在议员会到黎巴嫩之后，在11月4日正式通过了这份协议，并在之后几天选举勒内·穆阿瓦德为黎巴嫩总统。这份协议被后人称为塔伊夫协议。这个协议的制定标志着内战开始进入收尾阶段。
根据这份协议，叙利亚将在黎巴嫩事务中扮演很关键的角色。文件规定，黎巴嫩将对1943年起实行的黎教派政治制度进行改革，以便重新建立有利于穆斯林的权力平衡。文件要求将黎议会议员的席位从原来的99个增至108个，基督教和穆斯林的席位对等。文件还要求叙利亚军队在两年内协助黎巴嫩正规军恢复主权，在选出总统、建立和解政府、实行政治改革后从贝鲁特及其周围地区撤到黎东部贝卡谷地，然后再同黎新政府谈判全部撤军问题。
由于没有明确规定叙利亚撤军的具体时间，塔伊夫协议一直遭到黎基督教领导人奥恩的抵制。但协议得到绝大多数黎巴嫩人和国际社会的普遍支持，被认为是当时形势下“唯一可以为各方接受的现实方案”。
在勒内·穆阿瓦德上任仅仅17天后，11月22日遭到暗杀身亡。当时他刚刚参加完巴嫩独立日庆典，他的车队遭到了汽车炸弹袭击。继任他的是埃利亚斯·赫拉维，他担任总统直到1998年。奥恩将军再次拒绝接受总统任命，并解散了议会。

### 贝鲁特东部基督教团体的内讧
1990年1月16日，奥恩将军下令所有黎巴嫩媒体对赫拉维及其他参与塔伊夫协定制定的人员使用类似“总统”或“部长”之类的词汇。此时已成为贝鲁特基督教党派中与奥恩政府敌对党派的“黎巴嫩力量”通过暂停其旗下所有广播以表示抗议。黎巴嫩力量与奥恩的关系愈发紧张，而奥恩担心“黎巴嫩力量”会正在计划与赫拉维政府联合起来。
1990年1月31日，在奥恩将军宣布统一所有武装力量是黎巴嫩政府的国家利益（换而言之，黎巴嫩力量必须向奥恩将军屈服）之后，黎巴嫩政府军与黎巴嫩力量发生冲突，导致贝鲁特东部爆发激烈战斗。尽管黎巴嫩力量起初在贝鲁特东部取得进展，最终这场马龙派的内讧大幅削弱了参与内斗的民兵组织。
1990年8月，并没有服从奥恩解散命令的黎巴嫩议会以及新任总统同意修改宪法，表明黎巴嫩正在按照塔伊夫协定的内容进行政治改革。黎巴嫩议会扩展到128个席位，并且历史上第一次基督教和穆斯林的席位对等。
由于萨达姆将注意力转向了科威特，伊拉克减少了对奥恩政府的援助。
10月13日，叙利亚政府动用陆军和空军（这是自扎赫勒战役以来的第一次）以及黎巴嫩盟友（主要是埃米尔·拉胡德领导下的黎巴嫩军队）针对总统官邸周边奥恩政府的据点发动进攻。行动导致数百名奥恩的支持者丧生。之后联军还清除了残余势力，稳固了他们对贝鲁特的控制。奥恩逃往贝鲁特的法国领事馆，之后流亡巴黎，直到2005年3月才返回黎巴嫩。
如果美国和叙利亚不达成某种协议，叙利亚是不会采取这次军事行动的。作为交换，叙利亚在海湾战争中反对萨达姆政权，而美国说服以色列不要攻击飞往贝鲁特的叙利亚战机。在1990年，奥恩将军声称美国“将黎巴嫩出卖给了叙利亚”。

### 内战的结束
1991年3月，黎巴嫩议会通过了一项大赦法案，赦免了法案通过之前黎巴嫩国内所有的政治犯，不过赦免法案覆盖的范围不包括那些袭击外国外交人员的罪犯以及某些特定罪犯。1991年5月，除了黎巴嫩真主党以外的各民兵武装都被解散。黎巴嫩政府军开始缓慢重建为一支黎巴嫩国内唯一的不属于任何教派的武装力量。
但黎巴嫩国内依旧有暴力冲突发生。1991年12月末，一辆估计载有220磅TNT炸药的轿车在穆斯林聚居的巴斯塔社区被引爆，导致至少30人丧生，120人受伤，其中包括前总理沙菲克·瓦赞。当时他正乘坐着防弹汽车，因此能逃过一劫。
内战后叙利亚对黎巴嫩的长期占领对马龙派人口造成很大不利，尤其是政治上的，因为他们的领导人要么被流放，要么被暗杀或者监禁。
2005年，拉菲克·哈里里遇刺案引发的雪松革命导致叙利亚军队撤离了黎巴嫩。如今黎巴嫩的政治联盟以及地缘政治格局和内战期间的政治联盟有很多类似之处。“3月14日联盟”由逊尼派为主导的“未来阵线”、伊斯兰团体和基督教马龙派主导的黎巴嫩长枪党、“黎巴嫩力量”、黎巴嫩自由国民党、“独立运动”组成。而“3月8日联盟”由什叶派主导的黎巴嫩真主党、阿迈勒运动以及一些马龙派政党和逊尼派政党、阿拉伯复兴社会主义政党和纳赛尔主义政党组成。叙利亚内战也对黎巴嫩的政治根据产生了重大影响。

## 后续

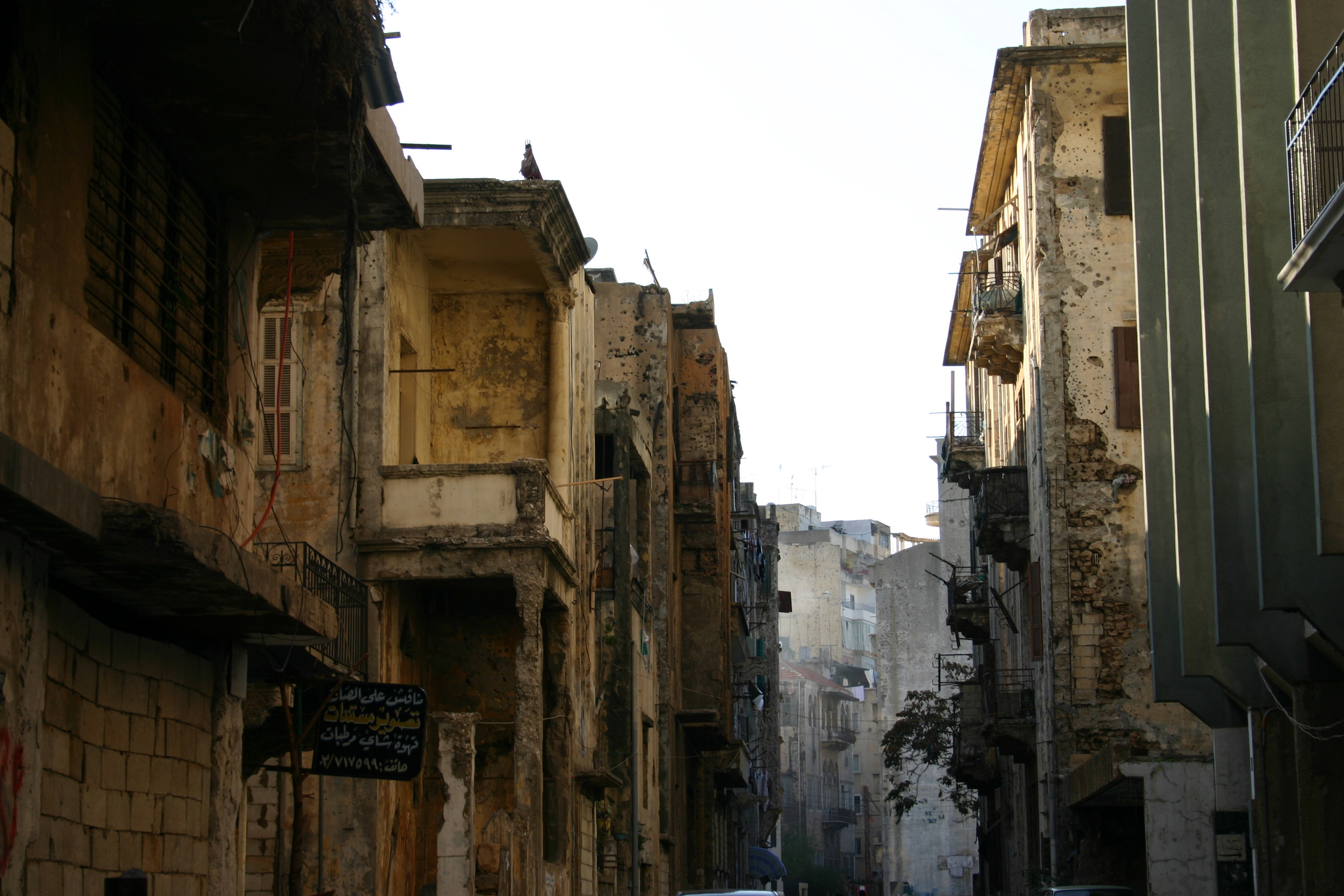
2006年，受到内战破坏的建筑依旧矗立在贝鲁特市内

自内战结束以来。黎巴嫩已经进行了多次选举，大部分的民兵组织不是被削弱就是遭到解散。而黎巴嫩政府军使得中央政府的权利能够覆盖到全国三分之二的地方。在2006年黎以冲突结束后，黎巴嫩政府军30年以来第一次进入了黎巴嫩南部地区。
迄今为止黎巴嫩依旧饱受内战带来的伤痛。内战总计导致15万人丧生，还有10万人因伤永久致残。大约90万人（这相当于战前人口的五分之一）流离失所。大约有25万人永久地定居海外。
在之前双方争夺的地区还留有数以千计的地雷。一些在80年代中期被绑架的西方人质直到1992年6月才获释。而黎巴嫩因绑架和战时“失踪”的受害者大约有数万人。
在为期15年的内战中，至少有3641起汽车炸弹袭击事件，导致4,386人丧生，数千人受伤。由于黎巴嫩内战期间汽车炸弹被频繁使用，并且经常起到有效作用，汽车炸弹在黎巴嫩内战后全世界范围内的各冲突中成为广泛使用的一种袭击手段。